# Бретонски език
Бретонският език (самоназвание: Brezhoneg) е келтски език от бритската група, говорен от около 300 000 души (257 000 през 1999 г.) във Франция, главно в областта Бретан (Западна Франция).

## История
Въпреки че бретонският език е близък до езика на галите, то той не е същият, който се е говорел в западната част на Галия по времето на Римската империя. Бретонският език е по-близък до келтските езици, говорени на територията на днешна Великобритания и Ирландия и се появява в континентална Европа след разпадането на Римската империя и преселването на келтски групи от острова.
Бретонският е основен език в областта Бретан до 12 век и е бил говорен както от населението, така и от благородниците. След 12 век обаче аристокрацията постепенно приема френския език и бретонският остава език на простолюдието.
След присъединяването на Бретан към Франция през 1532 г., бретонският се превръща в малцинствен език във Френското кралство. По това време кралският двор е отдавал малко значение на локалните езици и бретонският бил говорен свободно в областта. За разлика от периода на монархията, след Френската революция, френският език се налага като основен и това води до постепенно изчезване на бретонския език.
В началото на 20 век половината от населението на Бретан говори единствено бретонски език, като до 1950 г. броят намалява до 100 000 души. Днес бретонският език се говори и разбира от около 200 000 души.

## Диалекти
В бретонския език няма ясно определени граници между различните диалекти, защото езикът е различен във всяко населено място. Лингвистите определят четири основни диалекта в зависимост най-вече от фонетичните различия, както и от промените в речника и малките морфологични разлики.
Основните диалекти са:
- Керневски (Kerneveg, фр. Cornouaillais) – основен диалект, говори се от 41% от бретонците. Разпространен е в района на град Кемпер (Quimper).
- Леонски (Leoneg, фр. Léonais) – известен още като диалект Bro Leon (Pays de Léon, Района на Леон) се използва в северната част на Финистер.
- Трегерски (Tregerieg, фр. Trégorrois) – диалект от град Трегер (Landreger, Tréguier).
- Гвенедски или Вански (Gwenedeg, фр. Vannetais) – диалект от района на град Ван (Gwened, Vannes), най-малко разпространеният диалект, но и с най-големи различия спрямо останалите.

Първите три диалекта имат общи характеристики и образуват т. нар. група KLT (съкращение от Kerne, Leon, Treger). Ванският се различава от останалите най-вече в произношението и мястото на тоничното ударение.

## Граматика
Бретонският език споделя основните черти на келтските езици от т.нар. бритска група, включваща още и уелски (камбрийски) и корнуолски (корнски). Бретонски, уелски и корнуолски са още известни като P-келтски езици (към които са спадали и отмрелите галски и галатийски), за разлика от Q-келтски (включваща гойделските – ирландски, шотландски гелски, мански и отмрелия келтиберийски език).

## Речник
- dour – вода
- tan – огън
- den – мъж
- maouez – жена
- noz – нощ
- deiz – ден
- Breizh – Бретан

## Фрази
- Donemat - Добре дошъл
- Demat – Добър ден
- Kenavo – Довиждане
- Trugarez – Благодаря
- ne gomprenan ket – не разбирам
- yec'hed mat – наздраве